# Pnevmotoraks
Pnevmotóraks pomeni zrak ali plin v poprsnični (plevralni) votlini zaradi diagnosticiranja ali zaradi spontanega nabiranja kot posledica poškodbe ali patoloških procesov, ki se kaže z bolečinami v prsnem košu, občutkom dušenja in kratko sapo.

## Vzroki in razvrščanje
Po nastanku se pnevmotoraksi delijo na spontane (primarne, sekundarne), travmatske in iatrogene. Posebno nevarna oblika je tenzijski pnevmotoraks, ki bolnika lahko smrtno ogroža.
Primarni spontani pnevmotoraks se pojavi v odsotnosti predhodne pljučne bolezni, najverjetneje zaradi spontanega pretrganja poprsnice, ki je lahko posledica kajenja ali genetskega nagnjenja. Po navadi se dogodi med počitkom. Sekundarni spontani pnevmotoraks se pojavi pri bolnikih s prisotno pljučno boleznijo (s KOPB, pljučnico, povzročeno s P. jirovecii pri bolnikih s HIV, cistično fibrozo ali katerokoli od bolezni pljučnega parenhima). V primerjavi s primarnim spontanim pnevmotoraksom gre praviloma za nevarnejše stanje, saj se pojavlja pogosteje pri starejših bolnikih s slabšo dihalno in srčno funkcijo. Travmatski pnevmotoraks je pogost zaplet pri poškodbah, pri katerih pride do predrtja prsnega koša, medtem ko je iatrogeni pnevmotoraks zaplet pri medicinskih posegih, na primer pri mehanični ventilaciji ali vstavitvi centralnega venskega katetra. Tenzijski pnevmotoraks je oblika pnevmotoraksa, pri katerem odprtina v poprsnici deluje kot ventil in se zrak pod zvišanim tlakom nabira v poprsnični votlini ter povzroča premik medpljučnih (mediastinalnih) organov stran od pnevmotoraksa ter dispnejo. Najpogosteje se pojavlja pri bolnikih, ki prejemajo mehanično ventilacijo, redkeje pa gre za posledico poškodbe.

## Simptomi in znaki
Večina spontanih pnevmotoraksov nastane nepričakovano v mirovanju. Spremlja ga navadno zbadajoča bolečina, ki se širi proti istostranski rami in se poslabša ob globokem vdihu. Pri primarnem spontanem pnevmotoraksu težave naslednji dan pogosto minejo, medtem ko pri sekundarnem spontanem pnevmotoraksu zaradi osnovne bolezni trajajo dlje časa. Pri sekundarnem spontanem pnevmotoraksu je zaradi pogosto prisotne zmanjšane dihalne rezerve zaradi osnovne bolezni dispneja pogostejša, lahko je opazna tudi hipoksemija v arterijski krvi.
Pri tenzijskijskem pnevmotoraksu se plevralni tlak ob vsakem vdihu povečuje, saj zrak ob vdihu uhaja v plevralni prostor, ne more pa izhajati iz njega v izdihu. Naraščajoči tlak pomika medpljučje v zdravo stran, s tem pa stiska še zdravo pljučno krilo in velike vene. Oseba postaja ob vsakem vdihu bolj prizadeta. Bolnik diha z naporom, nad prizadeto stranjo prsnega koša je izrazit timpanizem brez slišnega dihanja, vratne vene so nabrekle, sapnik pa je pomaknjen v zdravo stran.

## Zdravljenje
Pnevmotoraks se večinoma zdravi s torakalno drenažo, pri kateri se skozi peti medrebrni prostor v poprsnično votlino vstavi torakalni dren, ki se priključi na drenažni sistem. Drenažni sistemi za delovanje uporabljajo princip treh povezanih posod, ki so v novejših sistemih združene v enem prenosnem ohišju. Tenzijski pnevmotoraks se lahko urgentno razbremeni s punkcijo. Ponavljajoče se pnevmotorakse zdravijo z različnimi oblikami plevrodeze (operacijsko povzročanje zarastlin med drobovno in stensko poprsnico) ali operativno.